# Vestre Kirkegård (Aarhus)
 For alternative betydninger, se Vestre Kirkegård. (Se også artikler, som begynder med Vestre Kirkegård)
Vestre Kirkegård ligger i Aarhus. Den ligger i postdistriktet Aarhus V og er én af i alt to kommunale kirkegårde i byen, hvor Nordre Kirkegård er den anden.
Kirkegården blev indviet i 1927, da det var begyndt at knibe med pladsen på Nordre Kirkegård. Oprindeligt var Vestre Kirkegård ca. fem hektar stor og er siden blevet udvidet af flere omgange, så arealet i dag er 16,9 hektar.
Der findes to kapeller på Vestre Kirkegård. Det ene, Store Kapel, stammer fra indvielsen af kirkegården i 1927 og er tegnet af stadsarkitekt Frederik Draiby. Dette kapel har 252 siddepladser. Det andet, Lille Kapel, er fra 1969 og er tegnet af arkitekt Henning Larsen. Med sine ca. 50 siddepladser er det et markant mindre kapel, men rummer også flere andre faciliteter, bl.a. et krematorium.
2. verdenskrig har sat sit præg på kirkegården. Ud over 17 fredede frihedskæmpergrave findes der Patriotgraven, hvor fem frihedskæmpere, der døde i koncentrationslejren Versen bei Meppen, ligger begravet, og en mindemur rejst af Aarhus Kommune for 15 af byens borgere, der døde i tyske koncentrationslejre og ikke blev begravet i Danmark. Der er også et gravsted og mindesmærke for 13 af de omkomne på Aarhus Havn 4. juli 1944, da et tysk ammunitionsskib eksploderede. Endelig er der gravssted og mindesten for to sovjetiske krigsfanger, gravsted og mindeplads for 11 britiske soldater, gravområde for 299 tyske soldater, der døde i 1945, og gravområde for 619 tyske flygtninge, der døde i 1945.

## Kendte begravet på Vestre Kirkegård
- Alma Andersen
- Jens Anker Andersen
- John Mogens Arentoft
- Jakob Balling
- C.O. Bøggild-Andersen
- Erling Bjerno
- Johanne Martine Braren
- Jørgen K. Bukdahl
- Ludolph Andreas Christensen
- H.P. Christensen
- E. Stecher Christensen
- Erik Christiansen
- Knud Enemark
- Børge Fedders
- Ernst Frandsen
- Henry From
- Erling Hammershaimb
- Olaf Hansen
- Robert Svane Hansen
- Viggo Emil Hansen
- Eva Hemmer Hansen
- Robert Svane Hansen
- Eva Hemmer Hansen
- Yahya Hassan
- Povl Holm-Nielsen
- Cai Holten
- Orla Hyllested
- Knud Illum
- Jørgen Chr. Jensen
- Kaj Jensen
- Gunnar Thorlund Jepsen
- Aage Kabell
- Vagn Klæbel
- Georg Nikolaj Knub
- Otto Koch
- Fred Leopold
- Richard Malmros
- Rikke Malmros
- C.F. Møller
- Jytte Irene Møller
- Søren Møllgaard
- Alfred Mougaard
- Johannes Munck
- Ole M. Nielsen
- Søren Wittrup Nielsen
- Poul Ebbesen Pedersen
- Poul Johan Touborg Pedersen
- Ellen Strange Petersen
- Orla Strange Petersen
- Ivan Philipsen
- Harald Salling-Mortensen
- Frede Schilling
- Helge Søgaard
- Thorkild Simonsen
- Oluf Skjelmose
- Niels Christian Skjøth
- Tage Skou-Hansen
- Adolf Stender-Petersen
- Christian Thodberg
- Rudi Thomsen
- Hans Peder Åse

## Galleri
- Store Kapel
- Lille Kapel med krematorium
- Fra gravstederne. Til venstre, gravsted for tidligere borgmester H.P. Christensen.
- Insekthotel opstillet i december 2015, måske verdens største.[1]
- Et større areal ved insekthotellet er udlagt til Bynatur.
- Mindemuren. Til minde over Aarhusianere der døde i KZ-lejre og ikke blev begravet i Danmark
- Patriotgraven.
- Kors-monumentet ved fællesgraven, en fælles urne-grav for anonyme.

## Reference
1. ↑  Insekterne flytter ind - Aarhus